# Banco de Oviedo
El Banco de Oviedo fue creado por Real Decreto del 5 de febrero de 1864 teniendo su sede en la plaza del ayuntamiento.
Emitió billetes por un total de 3.900.00 reales siendo su comisario regio Atanasio de Ávila.
En 1874 tras diez años de existencia se fusionó con el Banco de España siendo uno de los primeros bancos de provincia en hacerlo.

## Billetes
Durante su existencia emitió los siguientes billetes:
- 100 reales de Vellón
- 200 reales de Vellón
- 500 reales de Vellón
- 1000 reales de Vellón
- 2000 reales de Vellón
- 4000 reales de Vellón

- Datos: Q5718120